# قائمة الطرق الوطنية في الجزائر

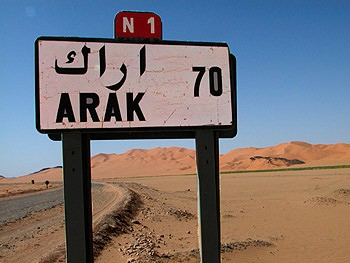
علامة كيلومترية على الطريق رقم 1

الطرق الوطنية في الجزائر هي صفة كل الطرق البرية المهمة التي تربط بين المجمعات السكانية الكبيرة في ولايات الجزائر. يرمز للطريق الوطني ب ط.وط أو (بالفرنسية: RN)، اقتناء هذه الطرق مجاني وصالح لكل أنواع المركبات. بعض هذه الطرق هي طرق مزدوجة أو طرق سريعة.

## معيار الاختيار
يتم تصنيف الطرق في الجزائر بناء على مرسوم تصدره بعد دراسة لجنة من وزارة الأشغال العمومية بعد استشارة الجماعات المحلية. تقرر هذه اللجنة رفع أو تخفيض درجة طريق. يجب أن تتوفر في الطريق المرشحة الشروط التالية:
- تتحمل معدل حركة يومي للعربات يعادل أو يفوق 1500 سيارة 450 عربة نقل ثقيلة خلال كل أيام السنة
- تربط بين مقري ولايتين
- طريق معبد بعرض 7 أمتار على الأقل.

## التسمية

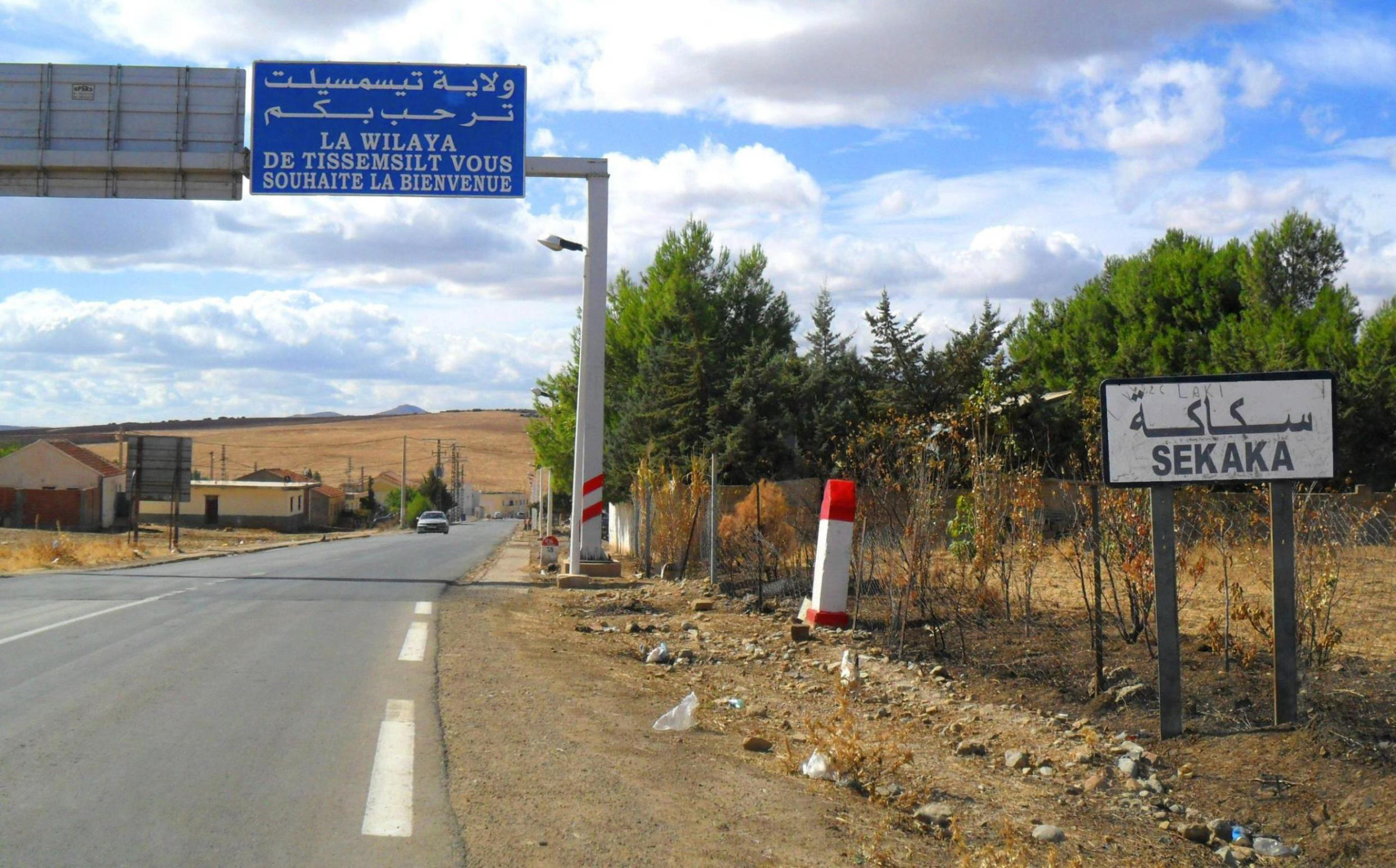
شكل العلامات

- تعد الجزائر 29٬280 كيلومتر من الطرق الوطنية.[3]
- ترقم هذه الطرق بأرقام ما بين 1 و111 وفق لآخر تصنيف بتاريخ 30 يناير 2011.[4]
- يرمز للطريق الوطني ب ط.وط أو (بالفرنسية: RN) ويشار إليها بالأحمر أعلى لوحات الإشارة أو على العلامات الكيلومترية.

## التطور التاريخي
- 1864 : 5 طرق وطنية
- 1879 : 10 طرق وطنية
- 1906 : 10 طرق وطنية، 2٬994 كم
- 1916 : 16 طريق وطنية، 4٬238 كم[5]
- 1929 : 28 طريق وطنية 5٬083 كم[6]
- 1933 : 31 طريق وطنية
- 1935 : 32 طريق وطنية، 6٬740 كم
- 1948 : 39 طريق وطنية، 8٬010 كم
- 1999 : 99 طريق وطنية، 25٬500 كم
- 2010 : 106 طريق وطنية، 28٬655 كم
- 2011 : 111 طريق وطنية، 29٬280 كم
- 2018 : 122 طريق وطنية، 30٬166 كم

## قائمة الطرق الوطنية

### ما بين 1 و25
| رقم                          | التاريخ       | الطول   | المسار | التقاطعات | الولايات                                                                            |
| ---------------------------- | ------------- | ------- | --- | --- | ----------------------------------------------------------------------------------- |
| N1 (العابر للصحراء)          | 1864          | 2320 كم | الجزائر العاصمة - ولاية البليدة - ولاية المدية - ولاية الجلفة - ولاية الأغواط - ولاية غرداية - ولاية المنيعة - ولاية عين صالح - ولاية تمنراست - ولاية عين قزام                                     | N5 - W114 - N63 الطريق السيار شرق غرب - W111 - N67 - W112 - W214 - N61 - الطريق السيار شرق غرب (مجددا) - N29 - W143 - W108 - W143 (مجددا) - الطريق السيار شرق غرب (للمرة الثالثة) - N42 - N18 - N64A - N62 - N60 - W1 - W19 - N40 - N40B - N1A - N46 - N18 (مجددا) - N23 - W230 - W31 - W33 - N107 - N49 - N51 - N52 - N55 - N55A | ولاية الجزائر العاصمة - ولاية البليدة - ولاية المدية - ولاية الجلفة - ولاية الأغواط |
| N1A                          | 1999          | 104 كم  | جبل حجر الملح - القديد - الإدريسية - سيدي بوزيد - آفلو | N1 - W164 - طريق مجهول يؤدي إلى زمالة الأمير عبد القادر - طريق مجهول يؤدي إلى البيضاء (الأغواط) - N23 |                                                                                     |
| N1B                          | 2011          | 423 كم  | الإدريسية - الدويس - مسعد - قطارة - دزيوة - تقرت | N1A - N18 - N89 - طريق مجهول يؤدي إلى حاسي دلاعة - طريق مجهول يؤدي إلى "أم العظام" - N3 |                                                                                     |
| N2 (طريق بنو زيان)           | 1864          | 154 كم  | المرسى الكبير - وهران - عين تموشنت - تلمسان | W84 - N4 - W73 - W44 - W91 - الطريق الرابع العابر لوهران - W73 (مجددا) - W20 - W20 (مجددا) - W18 - W86 - W26 - N108 - W34C - N35A - N108 (مجددا) - W67 - N96 - W10 - N101 - N96 (مجددا) - W10 (مجددا) - W72 - W104 - W19 - الطريق السيار شرق غرب - W53 - N7                                                                       |                                                                                     |
| N2A                          |               | 11.5 كم | وهران - السانية | N2 - الطريق الرابع العابر لوهران - W33 - N4 |                                                                                     |
| N3 (طريق التاسيلي)           | 1864          | 2102 كم | سكيكدة - قسنطينة - باتنة - بسكرة - المغير - تقرت - حاسي مسعود - عين أميناس - إليزي - جانت | N43 - N3AB - W33 - الطريق السيار شرق غرب - W9 - W10 - W8 - N27 - N5 - W133 - الطريق السيار شرق غرب (مجددا) - N20 - W5 - N20 (مجددا) - N10 - N79 - W3 - N100 - W48 - N75 - W165 - N86 - W26 - W5 - N77 - N28 - N78 - N46B - N46 - N46B (مجددا) - W36A - N48 N46A - W301 - N16 - N1B - W33 - N56 - N49 - N53A - N53 - N55           |                                                                                     |
| N3A                          |               | 272 كم  | جانت - تين الكوم | |                                                                                     |
| ط.وط 3أ-ب                    |               | 28.6 كم | الحروش - عزابة | |                                                                                     |
| N4 (طريق الغرب الجزائري)     | 1864          | 387 كم  | بوفاريك - وادي العلايق - موزاية - عين الدفلى - الشلف - وادي ارهيو - غليزان - المحمدية - سيق - وادي تليلات - وهران                                                                                  | |                                                                                     |
| N5 (طريق قسنطينة)            | 1864          | 389 كم  | الجزائر - الدار البيضاء - الرغاية - بودواو - الثنية - الأخضرية - البويرة - برج بوعريريج - سطيف - قسنطينة                                                                                           | |                                                                                     |
| N5A                          |               | 44.7 كم | التلاغمة - وادي العثمانية - سيدي خليفة - عين التين | |                                                                                     |
| N5B                          | 1999          | /       | منفذ بومرداس | |                                                                                     |
| ط.وط 5د                      |               | 13.1 كم | حسين داي - بئر مراد رايس تربط N5 بـ N1 | |                                                                                     |
| ط.وط 5ه                      |               | 8.2     | برج الكيفان - الدار البيضاء (الجزائر) | |                                                                                     |
| N6 (طريق الساورة)            | 1879          | 2107 كم | سيق - معسكر - سعيدة - بوقطب - المشرية - النعامة (مدينة) - عين الصفراء - بشار- العبادلة - أدرار - رقان - برج باجي مختار - تيمياوين                                                                  | |                                                                                     |
| N6A                          |               | 105 كم  | بوقطب - كاف لحمر - البيض (مدينة) | |                                                                                     |
| N6B                          |               | 617 كم  | بني عباس - تاغيث - البنود - الأبيض سيدي الشيخ - أربوات - عين العراك | |                                                                                     |
| ط.وط 6ج                      |               | /       | الطريق الإجتنابي لمدينة بشار | |                                                                                     |
| N7                           | 1879 إلى 1940 | 306 كم  | غليزان - معسكر - تيزي - عين فكان - سفيزف - سيدي بلعباس - سيدي لحسن (ولاية سيدي بلعباس) - لمطار - أولاد ميمون (ولاية تلمسان) - تلمسان - مغنية (ولاية تلمسان) - زوج بغال الحدود الجزائرية المغربية   | |                                                                                     |
| N7A                          | 1940          | 63.1 كم | مرسى بن مهيدي - بوكانون - باب العسة (ولاية تلمسان) - سيدي بوجنان/السواني - مغنية (ولاية تلمسان) | |                                                                                     |
| ط.وط 7أأ                     |               | 22.9 كم | سيدي بوجنان - السواحلية - الغزوات | |                                                                                     |
| N8 (طريق الغنم)              | 1879          | 269 كم  | الجزائر العاصمة - الأربعاء - تابلاط - بئر غبالو - سور الغزلان - سيدي عيسى - عين الحجل - بوسعادة | |                                                                                     |
| ط.وط 8ب (ط.ولا 127 سابقا)    |               |         | البويرة - الهاشمية (ولاية البويرة) - سور الغزلان | |                                                                                     |
| N9                           | 1879          |         | بجاية - تيشي - أوقاس - سوق الإثنين (ولاية بجاية) - خراطة - عموشة - سطيف | |                                                                                     |
| N9A                          |               |         | عين الروى - خراطة | |                                                                                     |
| ط.وط 9ب                      |               |         | الأوريسية - عين الكبيرة - N77 جنوب بني عزيز | |                                                                                     |
| N10 (طريق النمامشة)          | 1879          | 427 كم  | الخروب - سيقوس - عين فكرون - أم البواقي - عين البيضاء (ولاية أم البواقي) - مسكيانة - تبسة - الحدود الجزائرية التونسية                                                                              | |                                                                                     |
| N11                          | 1909          | 418 كم  | الجزائر (مدينة) - بو إسماعيل - تيبازة - شرشال - قوراية - الداموس - تنس (ولاية الشلف) - المرسى (ولاية الشلف) - سيدي لخضر (ولاية مستغانم) - مستغانم - مرسى الحجاج - بطيوة - قديل - بئر الجير - وهران | |                                                                                     |
| N12 (طريق منطقة القبائل)     | 1909          |         | الثنية - سي مصطفى - يسر - برج منايل - الناصرية (بومرداس) - تيزي وزو - عزازقة - إعكوران - القصر (ولاية بجاية) - بجاية                                                                               | |                                                                                     |
| ط.وط 12أ (ط.ولا 225 سابقا)   | 2010          | 12 كم   | ربط N12 بـ N72 سيدي نعمان (ولاية تيزي وزو) | |                                                                                     |
| N13 (طريق الأطلس)            | 1909          |         | أرزيو - وادي تليلات - زهانة - عين البرد - سيدي بلعباس - تلاغ - رأس الماء (سيدي بلعباس) - العريشة - الحدود الجزائرية المغربية                                                                       | |                                                                                     |
| N14 (طريق الونشريس)          | 1909          |         | مليانة - خميس مليانة - بئر ولد خليفة - برج الأمير خالد - طارق بن زياد - اليوسفية - ثنية الأحد - العيون - خميستي - تيسمسيلت - دحموني - تيارت - ملاكو - مدروسة - فرندة - عين الحديد - تخمارت - معسكر | |                                                                                     |
| N15 (طريق إيراثن)            | 1909          |         | تيزي وزو - إرجن - الأربعاء نايث إيراثن - عين الحمام - أبي يوسف - إيفرحونن- مشد الله - الشرفة | |                                                                                     |
| N16 (طريق واد سوف)           | 1909          | 627 كم  | عنابة - الحجار - الذرعان - بوشقوف - سوق أهراس - مداوروش - العوينات - تبسة - مرسط –الماء الأبيض - بئر العاتر - الوادي - تقرت                                                                        | |                                                                                     |
| N16A                         |               | 3,2 كم  | الطريق الإجتنابي لمدينة سوق أهراس ما بين N81 وN16 | |                                                                                     |
| ط.وط 16ب                     | 2010          | 7 كم    | رابطة بين N82 تاورة وN16 | |                                                                                     |
| N17 (طريق الحمامات المعدنية) | 1915          |         | مستغانم - عين النويصي - المحمدية (معسكر) - حسين - القيطنة - بوحنيفية - سفيزف | |                                                                                     |
| N17A                         | 1995          |         | بوحنيفية - معسكر - المامونية - المحمدية (ولاية معسكر) - فرناكة - N11 غرب مرسى الحجاج | |                                                                                     |
| ط.وط 17أب                    |               |         | فرناكة - الحسيان - سيرات | |                                                                                     |
| ط.وط 17أج                    |               |         | ط.وط 17أب نحو بوقيرات | |                                                                                     |
| ط.وط 17ج                     |               |         | سفيزف - مسيد - تنيرة - سيدي علي بن يوب | |                                                                                     |
| N18 ( D8 سابقا)              | 1915          |         | البويرة - عين بسام - بئر غبالو - بني سليمان - سيدي نعمان (ولاية المدية) - البرواقية - المدية (عبر N1)- جندل (ولاية عين الدفلى) - خميس مليانة                                                       | |                                                                                     |
| N18A                         |               |         | بني سليمان - بوسكن | |                                                                                     |
| N18B                         |               |         | N18 - بوسكن - الحاكمية - جواب (ولاية المدية) - شلالة العذاورة | |                                                                                     |
| N19                          | 1915          |         | تنس - الشلف - تيسمسيلت | |                                                                                     |
| N20                          | 1915          |         | الخروب - عين عبيد - وادي الزناتي - قالمة - بوشقوف - سوق أهراس (عبر N16) - أولاد إدريس - عين زانة - أولاد مؤمن - الحدود الجزائرية التونسية                                                          | |                                                                                     |
| N20A                         | 2010          | 10 كم   | بونوارة - أولاد رحمون (الجزائر) | |                                                                                     |
| N21                          |               |         | الحجار (عنابة) عنابة - قالمة | |                                                                                     |
| N22                          |               |         | بني صاف - الرمشي - الحناية - تلمسان - سبدو - العريشة - N6 جنوب المشرية | |                                                                                     |
| N22A                         |               |         | زناتة (ولاية تلمسان) - N22 جنوب الرمشي | |                                                                                     |
| N22B                         | 1989          |         | سبدو - أولاد ميمون | |                                                                                     |
| N22C                         | 1999          | 23,5 كم | طريق عرضي لتلمسان يربط بـ N22 | |                                                                                     |
| N23                          |               |         | مستغانم - N4 غرب يلل - N4 إلى غاية غرب غليزان - برج زمورة - منداس - الرحوية - تيارت - السوقر - عين الذهب - آفلو - الأغواط                                                                          | |                                                                                     |
| N24                          | 1929          |         | برج الكيفان - برج البحري - عين طاية - قورصو - بومرداس - زموري - دلس - تيقزيرت - أزفون - بجاية | |                                                                                     |
| N25                          |               |         | تاقدمت - بغلية - تادمايت - ذراع بن خدة - ذراع الميزان - عمر (ولاية البويرة) - الجباحية - عين بسام - الروراوة                                                                                       | |                                                                                     |
| N25A                         | 1993          | 8,48 كم | الطريق الإجتنابي لدلس من N25 إلى N24. | |                                                                                     |

### ما بين 26 و50
| رقم                                          | التاريخ      | الطول   | المسار |
| -------------------------------------------- | ------------ | ------- | --- |
| N26 (طريق الصومام)                           | 1929         | 65 كم   | القصر - سيدي عيش - أقبو - تازمالت - الشرفة |
| N26A                                         |              |         | أقبو - شلاطة - بوزقن - إيفيغاء - إعكوران |
| N27                                          |              |         | قسنطينة - القرارم قوقة - عنوش علي - سيدي معروف - الميلية |
| N28                                          |              |         | عين التوتة - سقانة - بريكة - بلعايبة - مقرة - رسفة - صالح باي - عين ولمان - قلال - مزلوق - سطيف |
| N29                                          |              |         | الأخضرية - بودربالة (ولاية البويرة) - أولاد زيان - قدارة - الأربعطاش - خميس الخشنة - مفتاح (ولاية البليدة) - الأربعاء (ولاية البليدة) - بوقرة - بوينان - الصومعة (ولاية البليدة) - أولاد يعيش - البليدة (اختفى الشطر بين بوزقزة قدارة والأربعطاش بسبب السد بوزقزة قدارة) |
| N29A                                         |              |         | خميس الخشنة - أولاد موسى - بودواو |
| N30                                          |              |         | مشدا الله - ثالة نتازرت - تسافت أوقمون - بني يني - واضية - تيزي نثلاثة - تازروت - بوغني - ذراع الميزان |
| N30A                                         |              |         | N12 على مستوى تيزي وزو - سد تاقسبت - N30 شمال غرب بني يني |
| N31                                          | 1929         |         | بسكرة - شتمة - مشونش - غسيرة - آريس - تقاطع N87 - تازولت - باتنة |
| N32                                          |              | 129 كم  | أولاد رشاش - المحمل - خنشلة - أم البواقي - عين بابوش - N102 على 3 كم شمال غرب - قصر صباحي - بئر بوحوش - N80 جنوب سدراتة |
| N33 (طريق تيكجدة)                            |              |         | البويرة - حيزر - تيكجدة - N30 |
| N34 (طريق أكفادو)                            |              |         | آدكار - محاقة - N12 |
| N35                                          |              |         | مغنية (ولاية تلمسان) - حمام بوغرارة - الرمشي - N22 على 18 كم شمال - عين الطلبة - سيدي بن عدة - عين تموشنت |
| N35A                                         | 2002         | 5,4 كم  | الطريق الإجتنابي الغربي لعين تموشنت تربط N2 |
| N36 طريق جبال ساحل الجزائر                   |              | 21,5 كم | الأبيار - بن عكنون - دالي إبراهيم - أولاد فايت - بابا حسن - الدويرة - تسالة المرجة |
| N37                                          |              |         | البليدة - الشريعة |
| N38                                          |              |         | الحراش - جسر قسنطينة - بابا علي |
| N39                                          |              |         | غير موجود |
| N40                                          |              |         | تيارت - حاسي فدول - سيدي لعجال - بوغزول - عين الحجل |
| N40A                                         |              |         | تيارت - عين بوشقيف - N40 |
| Le code pays « 40B » غير مدعوم من طرف القالب | 1999         |         | سيدي لعجال - عين وسارة - بنهار - البيرين |
| N41                                          |              |         | الأبيار - شوفالي - الشراقة - بوشاوي - سطاوالي |
| N42                                          |              |         | الشفة - موزاية - العفرون - حمر العين - بورقيقة - حجوط - الناظور |
| N42A                                         |              |         | حجوط - بومدفع |
| N43                                          |              |         | سوق الإثنين - زيامة منصورية - العوانة - جيجل - سيدي عبد العزيز - العنصر (ولاية جيجل) - الميلية - بين الويدان (ولاية سكيكدة) - تمالوس - بوشطاطة - الحدائق (ولاية سكيكدة)                                                                                                  |
| N44                                          |              |         | سكيكدة - حمروش حمودي - عزابة - عين شرشار - دائرة برحال - عنابة - بن مهيدي (ولاية الطارف) - سيدي قاسي - بوثلجة - الطارف - عين العسل - القالة - أم الطبول - العيون (ولاية الطارف) - الحدود الجزائرية التونسية                                                              |
| ط.وط 44أأ                                    |              |         | حمروش حمودي (سكيكدة) - بني بشير - صالح بوالشعور |
| ط.وط 44أب                                    |              |         | طريق جزيرة الماعز بميناء سكيكدة |
| ط.وط 44أج                                    |              |         | مدخل جنوب شرق رمضان جمال (سكيكدة) - الغدير |
| N45                                          |              |         | برج بوعريريج - العش - المسيلة - شلال - N8 على بعد 11 كم شمال بوسعادة |
| N46                                          |              |         | بسكرة - الحاجب (ولاية بسكرة) - طولقة - فوغالة - الشعيبة - أولاد سليمان - بن سرور - أولتام - بوسعادة - عين الملح - سليم - الجلفة - الشارف - N1A شمال غرب القديد |
| N46A                                         | 1980 ثم 1995 | 115 كم  | N46 في بئر النعام الشعيبة - الدوسن - أولاد جلال - N3 بالقرب من أم الطيور |
| N46B                                         | 1980 ثم 2002 | 73,6 كم | أوماش - طولقة - لوطاية |
| N47                                          |              |         | آفلو - سيدي سليمان - بوعلام - البيّض - عين العراك - الشلالة - عسلة - تيوت - N6 على بعد 8 كم شرق عين الصفراء |
| N48                                          |              |         | N3 في اسطيل - الحمراية - قمار - تغزوت - الوادي - N16 على مستوى الوادي - طالب العربي - الحدود الجزائرية التونسية |
| N48A                                         | 2006         |         | N48 شمال سيدي تهامي - جامعة |
| N49                                          |              | 242 كم  | حوض الحمراء - ورقلة - زلفانة - متليلي الجديدة "النوميرات" غرداية |
| N50                                          |              |         | N6 جنوب غرب العبادلة - حماقير - أم العسل - تندوف - حاسي عبدالله - الشناشن |

### ما بين 51 و75
| رقم                  | التاريخ | الطول    | المسار |
| -------------------- | ------- | -------- | --- |
| N51                  |         | 452 كم   | السبع - تيميمون - النقطة الكيلومترية 63 جنوب المنيعة |
| N51A                 |         | 91.6 كم  | تيميمون - النقطة الكيلومترية 28.7 جنوب-شرق شروين |
| N52                  |         | 413 كم   | رقان - أولف - إن غار - عين صالح |
| N53                  | 1987    | 182 كم   | النقطة الكيلومترية 238 ل N53A - دبداب - N3 على بعد 60 كم شرق أوهانت (عين أميناس) |
| ط.وط 53أ             | 1985    | 328 كم   | حاسي مسعود - البرمة |
| N54                  |         |          | حاسي بلقبور - أمقيد - عين إيكر |
| N55                  |         |          | برج الحواس - أدلس - هيرافوك - عين أمقل |
| N55A                 |         |          | N1 شمال تامنراست - أبلسة - تين زاوتين |
| N56                  |         |          | N3 على بعد 70 كم جنوب تقرت - N49 على بعد 11 كم شرق ورقلة |
| N57                  |         |          | غير موجود |
| N58                  |         |          | غير موجود |
| N59                  |         |          | تم استبدالها بـ N6B |
| N60                  |         |          | ثنية الأحد - برج الأمير عبد القادر - دراق (ولاية المدية) - أولاد هلال - أولاد عنتر - بوغار - قصر البخاري - مجبر - سغوان - ثلاثة الدوائر - عين بوسيف - الكاف الأخضر - شلالة العذاورة - شنيقل - سيدي عيسى (المسيلة) - حمام الضلعة - المسيلة (الجزائر) |
| N60A                 |         |          | حمام الضلعة - المهير |
| N61                  |         |          | وادي السمار - الكاليتوس - سيدي موسى - الشبلي - بوفاريك (تم تحويل شطر وادي السمار - بن رحمون إلى الطريق السيار أ61) |
| N62                  |         | 123,7 كم | حناشة - البرواقية - أولاد دايد - السواقي - جواب - الدشمية - سور الغزلان |
| N63                  |         |          | عين النعجة (جسر قسنطينة) - بئر خادم - السحاولة - خرايسية - الدويرة - الرحمانية - المحالمة - زرالدة - مركب الرمال الذهبية |
| N64                  |         |          | بوقرة - بعطة - العمارية |
| N64A                 | 2007    | 24,5 كم  | العمارية - N1 ببن شكاو |
| ط.وط 64ب             | 2007    | 10 كم    | العمارية - سيدي نعمان |
| ط.وط 64ج             | 2007    | 26,2 كم  | N8 فج الحوضين - العيساوية - N64 بين بوقرة وبعطة |
| N65                  |         |          | ثنية الأحد - حسينية (عين الدفلى) - زدين - بوعبيدة (على بعد 2 كم شرق العطاف) - العبادية - تاشتة زقاغة - بني حواء |
| N11                  |         |          | N66 على بعد 2 كم شمال سيدي عمار - سد بوكردان - عين النسور - مليانة |
| N67                  |         |          | تسالة المرجة - دوار مولود - 2 كم جنوب القليعة - حطاطبة - سيدي راشد - حجوط |
| N68                  |         |          | ذراع الميزان - بوفحيمة - تيزي غنيف - شعبة العامر - يسر - لقاطة - جنات |
| N69                  |         |          | بو إسماعيل - القليعة - وادي العلايق - البليدة |
| N69A                 |         |          | بربيسة - الشعيبة - بو إسماعيل |
| N70                  |         |          | بريكة - أمدوكال - الزرزور - بن سرور - محمد بوضياف - سيدي امحمد - عين الملح - بئر الفضة - سليم |
| N71 (سابقا ط.ول 17)  |         | 193 كم   | عزازقة - تاقنيت - كوكو - أيت يحي - أيت هشام - أيت يحي - عين الحمام - واغزن - تيليليت - N30 شمال تسافت اوقمون - إبودرارن. |
| N72 (سابقا ط.ول 124) |         |          | تيقزيرت - القلعة - تيفيلوت - ماكودة - تينقاشين - تيزي وزو |
| N73 (سابقا ط.ول 1)   |         |          | N24 على بعد 7 كم غرب أزفون - إسوماتن - إغيل مهني - تاقرسيفت - فريحة |
| N74                  |         |          | N26 à تقريتس - صدوق - ترونة - بني معوش - بني ورتيلان - N76 على بعد 5 كم شمال حمام قرقور |
| N75                  |         |          | بجاية - أميزور - برباشة - بوعنداس - عين الروى - عين عباسة - سطيف - قجال - التلة - حمام السخنة - عين جاسر - مطار باتنة - N3 على بعد 26 كم شمال باتنة.                                                                                                |

### ما بين 76 و100
| رقم      | التاريخ      | الطول     | المسار |
| -------- | ------------ | --------- | --- |
| N76      |              |           | برج بوعريريج - حسناوة - برج زمورة - قنزات - حمام قرقور |
| N77      |              |           | جيجل - قاوس - تاكسنة - جيملة - عين السبت - بني عزيز - العلمة - التلة - مروانة - باتنة |
| N77A     |              |           | تامنتوت - فرجيوة - العلمة |
| N78      |              | 142 كم    | قلال - بئر حدادة - عين آزال - القيقبة - رأس العيون - نقاوس - بومقر - بريكة - بيطام - N3 على مستوى السد منبع الغزلان 142 كم                                                                                               |
| N79      |              |           | فرجيوة - وادي النجاء - زغاية - ميلة - عين التين - ابن زياد - الشراكات (تابعة لبلدية قسنطينة) |
| N79A     |              |           | ميلة - القرارم قوقة |
| N80      |              |           | عين شرشار (سكيكدة) - بكوش لخضر - بوعاطي محمود - قالمة - لخزارة - بوحشانة - عين صندل - سدراتة - بريش - عين البيضاء - خنشلة - بابار                                                                                        |
| N80A     |              |           | هيليوبوليس (N21) - الفجوج (N80) |
| N81      |              | 146 كم    | وادي الزناتي - عين مخلوف - عين سلطان - سدراتة - الراقوبة - تيفاش - سوق أهراس - ويلان - المراهنة - الحدادة |
| ط.وط 81أ | 1999         |           | الراقوبة - مداوروش |
| ط.وط 81ب | 2010         | 44 كم     | سوق أهراس - سدراتة |
| N82      |              |           | الطارف - الزيتونة - عين الكرمة - بوحجار - أولاد إدريس - سوق أهراس - ويلان (عبر N81) - تاورة - الونزة - المريج - عين الزرقاء - تبسة                                                                                       |
| N82A     |              |           | المريج - مرسط |
| N83      |              |           | بسكرة - سيدي عقبة - عين الناقة - زريبة الوادي - خنقة سيدي ناجي - جلال - ششار - بابار - أولاد رشاش - الشريعة - الحمامات - N16 (شمال غرب تبسة)                                                                             |
| N84      | 2006         | 68,750 كم | N44 غرب برحال - الشرفة - عين الباردة - الذرعان - البسباس - زريزر - بن مهيدي - N84Aشرق مطار عنابة - رابح بيطاط |
| ط.وط 84أ | 2006         | 60,5 كم   | القالة - مطار عنابة - رابح بيطاط |
| N85      |              |           | القل - الكركرة - تمالوس - N43 حتى 6 كم جنوب تمالوس - 1 كم غرب سيدي مزغيش - N3 في عين بوزيان |
| N86      |              |           | جرمة (باتنة) - سريانة - وادي الماء - مروانة - رأس العيون |
| N87      | 1980         |           | الشمرة - تيمقاد - وادي الطاقة - بايو - ثنية العابد - ثلاث - شير - منعة - جمورة - البرانيس - N3 شمال بسكرة |
| N88      |              | 210 كم    | N31 شرق تازولت - تيمقاد - أولاد فاضل - تاوزيانت - قايس - خنشلة - عين الطويلة - مسكيانة - العوينات - الونزة |
| N88A     | 2010         | 11,2 كم   | الطريق الإجتنابي لخنشلة بين N80 وN88 |
| N89      |              |           | مسعد - فيض البطمة - عين الريش - عين الملح - جبل مسعد - الهامل - N8 شمال غرب بوسعادة عبر N46 - سيدي عامر - عين أفقه - حد الصحاري - البيرين                                                                                |
| ط.وط 89أ | 2006         | 39 كم     | من حد الصحاري إلى الصقيعة شمال حاسي بحبح |
| N90      |              |           | مستغانم - خير الدين - عين تادلس - سيدي علي - تازقايت - مديونة - سيدي امحمد بن علي - وادي ارهيو - عمي موسى - عين طارق - حد الشكالة - سيدي علي ملال - وادي ليلي - تيارت - مدريسة - عين كرمس سيدي عبد الرحمان - عين السخونة |
| N90A     |              |           | مستغانم - واد الخير - سيدي خطاب - غرب الحمادنة |
| ط.وط 90ب |              |           | سيدي علي (الجزائر) - حجاج - بن عبد المالك رمضان |
| N91      | 1980         | 79 كم     | N14 على بعد 2 كم غرب ماوسة (معسكر) - تغنيف - سيدي عبد الجبار - وادي الأبطال - جيلالي بن عمار - الرحوية |
| N92      | 1980         | 173,7 كم  | تلموني - بلعربي - واد سفيون - أيوب - سعيدة - الحساسنة - معمورة - عين السخونة |
| N93      | 1980         | 60 كم     | N6 على بعد 3 كم جنوب فروحة - غريس - البنيان - عين سلطان - حمام ربي |
| N94      | 1980         | 154 كم    | N14 على 2 كم غرب من تاخمرت - أولاد براهيم - سعيدة - N92 على 25 كم غرب - مرين - تلاغ - مزاورو - مولاي سليسن - عين تالوت                                                                                                   |
| N95      | 1980         | 133 كم    | رأس الماء - واد السبع - الحصيبة - مولاي سليسن - سيدي علي بن يوب - طابية - بوخنيفيس - سيدي بلعباس - تسالة - حمام بوحجر |
| N96      | 1980         | 82 كم     | N22 بواد الحلوف - سيدي بن عدة - عين تموشنت - آغلال - عقب الليل - سيدي دحو الزائر - سيدي علي بوسيدي - N7 على بعد 3 كم جنوب سيدي لحسن                                                                                      |
| N96A     | 2002         | 46 كم     | بني صاف - العامرية |
| N97      | 1980         | 83 كم     | أرزيو - العلايمية - رأس عين عميروش - سيق - الشرفة - بوجبع البرج - سيدي حمادوش |
| N98      | 1980 ثم 1999 | 59 كم     | الغزوات - زناتة - الحناية |
| N99      | 1980 ثم 1989 | 158 كم    | الغزوات - ندرومة - مغنية - بني بوسعيد - العريشة |
| N99A     | 1989         | 4 كم      | N99 شمال ندرومة - N98 |
| N100     | 1989 ثم 2002 | 108 كم    | N77A جنوب فرجيوة - عين تريك - بوحاتم - شلغوم العيد - التلاغمة - أولاد حملة - عين مليلة - عين كرشة - عين فكرون |

### ما بين 101 و122
| رقم   | التاريخ | الطول    | المسار                                                                 |
| ----- | ------- | -------- | ---------------------------------------------------------------------- |
| N101  | 2002    | 58,5 كم  | عين تموشنت - وادي برقش - سيدي لحسن                                     |
| N102  | 2002    | 57 كم    | N10 (غرب عين البيضاء) - تاملوكة - وادي الزناتي                         |
| N103  | 2007    | 79,8 كم  | بوقاعة - بني حسين - برباشة - بئر قصد علي - رأس الوادي - تالة ايفاسن    |
| N103أ | 2007    | 22 كم    | سيدي امبارك - بئر عيسى - رأس الوادي                                    |
| N104  | 2007    | 103 كم   | عين الحجر - مولاي لعربي - مرحوم - بئر الحمام - رأس الماء               |
| N105  | 2007    | 43,5 كم  | زغاية (ميلة) - جيملة (جيجل)                                            |
| N106  | 2007    | 67 كم    | برج بوعريريج - مجانة - ثنية النصر                                      |
| N107  | 2011    | 385 كم   | غرداية (متليلي) - بريزينة - البيض                                      |
| N108  | 2011    | 73,7 كم  | وهران (الكرمة) - حمام بوحجر - عين تموشنت                               |
| N109  | 2011    | 107,5 كم | الخيثر (البيض) - مرحوم - تغاليمت (سيدي بلعباس)                         |
| N110  | 2011    | 106 كم   | بشار - تاغيت                                                           |
| N111  | 2011    | 80,5 كم  | البيض - سيدي عبد الرحمان (تيارت)                                       |
| N118  | 2018    | 402 كم   | N6B على بعد 25 كم جنوب البنود (البيض) - تيميمون                        |
| N119  | 2018    | 80 كم    | N6A ما بين بوقطب والبيض - المشرية                                      |
| N120  | 2018    | 108 كم   | العيون (تيسيمسيلت) - حاسي فدول - قصر الشلالة - زمالة الأمير عبد القادر |
| N121  | 2018    | 153 كم   | زريبة الوادي (بسكرة) - الدبيلة (الوادي)                                |
| N122  | 2018    | 36 كم    | N97 على بعد 5 كم جنوب سيق - القعدة - عين البرد (سيدي بلعباس)           |

## الطرق الولائية

### ولاية أدرار
| رقم  | المسار                                             |
| ---- | -------------------------------------------------- |
| W1   | أدرار - مطار أدرار - توات الشيخ سيدي محمد بن لكبير |
| W2   | أولف                                               |
| W3   | أولف                                               |
| W4   | N52                                                |
| W5   | W151 - قصر قدور                                    |
| W6   | N51A - أولاد عيسى                                  |
| W7   | شروين - طلمين                                      |
| W9   | أدرار                                              |
| W10  | أدرار                                              |
| W11  | أدرار                                              |
| W12  | أدرار                                              |
| W13  | رقان                                               |
| W14  | رقان                                               |
| W15  | رقان                                               |
| W37  | W151 - أولاد سعيد                                  |
| W38  | N51 - الطريق البلدي                                |
| W43  | منعطف خاص لـN6                                     |
| W80  | تقاطع N6 بـN51A - طلمين                            |
| W151 | تيميمون - الطريق البلدي رقم 52                     |
| W707 | أدرار                                              |
| W731 | أوقروت - الطريق البلدي لبلدية تيميمون              |